# Speocyclops infernus
Speocyclops infernus – gatunek widłonoga z rodziny Cyclopidae. Opisał go w 1930 roku niemiecki zoolog Friedrich Kiefer, nadając mu nazwę Cyclops infernus.